# Джон Карю
Джон Алию Карю (на английски: John Alieu Carew; произношение на норвежки: 'Йон Карев') е норвежки професионален футболист, централен нападател. Бащата на Карю е гамбиец, а майка му норвежка. От началото на 2007 г. е играч на английския Астън Вила. Висок е 193 см. и тежи 90 кг. Прави професионалния си дебют през 1997 г. с норвежкия Волеренга Фотбал. След това преминава през отборите на Русенборг, Валенсия, Рома (под наем), Бешикташ и Олимпик Лион. Нападателят дебютира за Норвегия на 18 ноември 1998 г.